# REvil
REvil (Ransomware Evil, также известна как Sodinokibi) — организованная группа (банда) киберпреступников, предоставляющая услуги программ-вымогателей (ransomware). В случае отказа от выплаты выкупа REvil публиковала конфиденциальную информацию жертвы на своей странице под названием Happy Blog. Группа базировалась на территории России и была ликвидирована в ходе спецоперации ФСБ в январе 2022 года.

## Известные атаки
REvil считается одной из самых активных кибербанд в мире. Некоторые атаки REvil получили широкую известность.
Apple
Получила известность атака REvil на Apple, в ходе которой были похищены схемы будущих продуктов компании.
Правительство Техаса
REvil связывают с нападением, совершенным в 2019 году на десятки органов местного самоуправления в Техасе.
JBS S.A.
По мнению ФБР, именно REvil стоит за атакой на JBS — крупнейшего поставщика мяса в мире.
Kaseya
2 июля 2021 года REvil атаковала американскую IT-компанию Kaseya — поставщика корпоративного ПО, после чего атака распространилась по сетям на клиентов Kaseya. Жертвами атаки стали около 200 клиентов Kaseya. Компания по IT-безопасности Huntress Labs назвала эту атаку колоссальной. Хакеры утверждают, что в результате атаки на Kaseya им удалось получить доступ к миллиону компьютерных систем во всем мире и требуют от жертв 70 млн долларов в биткойнах в обмен на «универсальный дешифратор», который сможет, по их словам, вновь открыть все файлы. Федеральное агентство по кибербезопасности начало расследование инцидента.
BBC News отмечает, что нападение на Kaseya произошло вскоре после встречи на высшем уровне между президентами России и США, на которой обсуждались, в том числе, и вопросы кибербезопасности.

## Связь с Россией
Наблюдатели отмечали схожесть методов REvil с DarkSide — другой хакерской преступной группой, связываемой с Россией. Так, код программы-вымогателя, используемый DarkSide, напоминает код, используемый REvil, что говорит о том, что DarkSide является либо ответвлением либо партнером REvil. Кроме того, и DarkSide, и REvil используют аналогично составленные требования выкупа и один и тот же код, проверяющий, что жертва не находится в стране СНГ.
Поводом для заявлений американских экспертов о принадлежности и связи группы REvil с Россией и российскими спецслужбами послужили «характерные элементы в коде шифровальщика и переписка на русском языке». Эксперт инжинирингового центра SafeNet Национальной технологической инициативы Игорь Бедеров полагает, что преступники могут сознательно использовать иностранные языки для того, чтобы скрыть национальную принадлежность, например, группы наркоторговцев и торговцев людьми разговаривали и вели переписку только на английском языке.
Специалисты компании Positive Technologies отмечают, что количество хакерских атак в мире выросло на 0,3 % во втором полугодии 2021 года, число атак на российские компании увеличилось в три раза
Как выяснилось в январе 2022 года, группа действительно базировалась на территории России.

## Крах
13 июля 2021 года сайты REvil в даркнете перестали отвечать на поисковые запросы. Некоторые эксперты в США предположили, что неожиданное исчезновение REvil из даркнета может быть связано с телефонным разговором между президентами США и России накануне.
Ведущие зарубежные издания — New York Times, CNN, BBC, независимый источник новостей и аналитических материалов о кибербезопасности Threatpost и другие — связали это действие с возможной блокировкой группы американскими спецслужбами, сворачиванием деятельности по приказу российских спецслужб или хакеры просто «ушли в тень», для чего покинули сетевое пространство, чтобы обезопасить себя от возможного ареста, как считают специалисты, в том числе директор по технологиям компании BreachQuest Джейк Уильямс (англ. Jake Williams).
14 января 2022 года в ходе спецоперации ФСБ и МВД России, проведённой по запросу властей США, деятельность группировки была пресечена. Задержание проходило на территории Москвы, Санкт-Петербурга, Московской, Ленинградской и Липецкой областях. У хакеров изъяли 426 миллионов рублей, 500 тысяч евро, 600 тысяч долларов, 20 автомобилей премиум-класса.

## Последствия
Эксперты Trustwave отметили что волнения среди хакеров, начавшиеся ещё в 2021 году усилились после ареста REvil. Участники форумов начали обмениваться многочисленными советами о том, как обезопасить себя, если российские правоохранительные органы продолжат активную борьбу с киберпреступностью. Многие раскритиковали действия REvil за показное хвастовство своими достижениями и нападения на многомиллиардные корпорации, расположенные в странах, которые могли вынудить российское правительство принять меры.
По данным ИБ-компании ReversingLabs после арестов предполагаемых участников группировки число новых заражений в сутки увеличилось с 24 (169 в неделю) до 26 (180 в неделю). Этот показатель намного выше по сравнению с сентябрем (43 заражений в сутки — 307 в неделю) и октябрем (22 заражений в сутки — 150 в неделю), 2021 года когда REvil внезапно ушла в offline, но существенно ниже по сравнению с июлем (87 заражений в сутки — 608 в неделю).

## Возвращение
19 апреля ИБ-специалисты pancak3 и Soufiane Tahiri первыми заметили активность сайтов REvil. Дело в том, что новый «сайт для утечек» REvil начал рекламироваться через русскоязычный форум-маркетплейс RuTOR (не путать с одноименым торрент-трекером). Новый сайт размещен на другом домене, но связан с исходным сайтом REvil, который использовался, когда группа еще была в строю. Также на 26 страницах сайта перечислены компании, пострадавшие от рук вымогателей, большинство из которых — старые жертвы REvil. Лишь две последние атаки, похоже, связаны с новой компанией, а один из пострадавших — нефтегазовая компания Oil India. 

### Комментарии
1. ↑  Клиентская база Kaseya насчитывает десятки тысяч компаний в разных странах[6].
2. ↑  Атака была произведена накануне длинных выходных, связанных с праздником Дня Независимости в США, что увеличило вредоносный эффект.
3. ↑  В том числе, из-за атаки были временно закрыты 500 супермаркетов COOP[англ.] в Швеции[8].